# Lycaenopsis cincta
Lycaenopsis cincta är en fjärilsart som beskrevs av Lambertus Johannes Toxopeus 1926. Lycaenopsis cincta ingår i släktet Lycaenopsis och familjen juvelvingar. Inga underarter finns listade i Catalogue of Life.